# Крапивна (Навлинский район)
Крапивна (Крапивня) — упразднённое в 1966 году село в Навлинском районе Брянской области РСФСР СССР. С 1966 года в составе пгт Алтухово (его юго-восточная часть). Располагалось на одноимённой реке, в 1 км к востоку от железнодорожной станции Алтухово.

## История
Впервые упоминается в 1710 году (первоначально — как деревня, дворцовое владение); с 1806 года — село с каменной Благовещенской церковью (не сохранилась). До 1924 года входила в состав Трубчевского уезда. В середине XVIII века был построен железоделательный завод Никулина — первое предприятие тяжёлой промышленности в уезде.
В XIX веке — владение Апраксиных, Е. В. Голицыной. С 1861 по 1920 гг. входило в состав Пролысовской волости, в 1920—1924 — в Салтановской волости. В 1894 была открыта школа грамоты.
С 1924 года в Навлинской волости Бежицкого уезда; с 1929 в Навлинском районе. До 1960 — центр Крапивенского сельсовета, затем в Алтуховском поссовете.
18 октября 1960 года Решение Брянского облисполкома о передаче с. Крапивна, д. Шешуево, пос. Красный Пахарь Крапивенского с/с Навлинского р-на в состав Алтуховского п/с того же р-на (ГАБО. Ф.Р-6. Оп.4. Д.210. Л.133.).
11 февраля 1966 года вышло Решение Брянского облисполкома о включении в состав р.п. Алтухово Навлинского р-на с. Крапивня
(ГАБО.Ф.Р-6. Оп.4. Д.872. Л.229).

## Население
| Годы      | 1866 | 1878 | 1894 | 1926 |
| --------- | ---- | ---- | ---- | ---- |
| Население | 243  | 262  | 344  | 738  |

## Инфраструктура
Сохранилось Крапивенское кладбище.